# L'Isle-sur-Serein
L'Isle-sur-Serein és un municipi francès, situat al departament del Yonne i a la regió de Borgonya - Franc Comtat. L'any 2007 tenia 764 habitants.

## Demografia

### Població
El 2007 la població de fet de L'Isle-sur-Serein era de 764 persones. Hi havia 259 famílies, de les quals 81 eren unipersonals (28 homes vivint sols i 53 dones vivint soles), 81 parelles sense fills, 93 parelles amb fills i 4 famílies monoparentals amb fills.
La població ha evolucionat segons el següent gràfic:
Habitants censats

### Habitatges
El 2007 hi havia 361 habitatges, 267 eren l'habitatge principal de la família, 59 eren segones residències i 35 estaven desocupats. 305 eren cases i 44 eren apartaments. Dels 267 habitatges principals, 152 estaven ocupats pels seus propietaris, 104 estaven llogats i ocupats pels llogaters i 11 estaven cedits a títol gratuït; 2 tenien una cambra, 15 en tenien dues, 63 en tenien tres, 78 en tenien quatre i 109 en tenien cinc o més. 180 habitatges disposaven pel capbaix d'una plaça de pàrquing. A 139 habitatges hi havia un automòbil i a 80 n'hi havia dos o més.

### Piràmide de població
La piràmide de població per edats i sexe el 2009 era:
| Homes | Edats   | Dones |
| ----- | ------- | ----- |
| 0     | 95 o +  | 12    |
| 8     | 90 a 94 | 8     |
| 0     | 85 a 89 | 20    |
| 8     | 80 a 84 | 4     |
| 20    | 75 a 79 | 16    |
| 8     | 70 a 74 | 16    |
| 16    | 65 a 69 | 44    |
| 28    | 60 a 64 | 8     |
| 16    | 55 a 59 | 16    |
| 12    | 50 a 54 | 16    |
| 24    | 45 a 49 | 20    |
| 24    | 40 a 44 | 20    |
| 36    | 35 a 39 | 36    |
| 48    | 30 a 34 | 28    |
| 24    | 25 a 29 | 24    |
| 12    | 20 a 24 | 4     |
| 8     | 15 a 19 | 24    |
| 20    | 10 a 14 | 12    |
| 28    | 5 a 9   | 28    |
| 20    | 0 a 4   | 8     |

## Economia
El 2007 la població en edat de treballar era de 421 persones, 287 eren actives i 134 eren inactives. De les 287 persones actives 257 estaven ocupades (143 homes i 114 dones) i 29 estaven aturades (12 homes i 17 dones). De les 134 persones inactives 36 estaven jubilades, 22 estaven estudiant i 76 estaven classificades com a «altres inactius».

### Ingressos
El 2009 a L'Isle-sur-Serein hi havia 267 unitats fiscals que integraven 618 persones, la mediana anual d'ingressos fiscals per persona era de 16.413 €.

### Activitats econòmiques
Dels 55 establiments que hi havia el 2007, 2 eren d'empreses alimentàries, 2 d'empreses de fabricació d'altres productes industrials, 5 d'empreses de construcció, 13 d'empreses de comerç i reparació d'automòbils, 4 d'empreses de transport, 2 d'empreses d'hostatgeria i restauració, 4 d'empreses financeres, 3 d'empreses immobiliàries, 4 d'empreses de serveis, 12 d'entitats de l'administració pública i 4 d'empreses classificades com a «altres activitats de serveis».
Dels 14 establiments de servei als particulars que hi havia el 2009, 1 era una oficina d'administració d'Hisenda pública, 1 gendarmeria, 1 oficina de correu, 2 oficines bancàries, 2 tallers de reparació d'automòbils i de material agrícola, 1 paleta, 1 guixaire pintor, 1 fusteria, 1 lampisteria, 1 electricista i 2 perruqueries.
Dels 7 establiments comercials que hi havia el 2009, 1 era una botiga de més de 120 m², 2 fleques, 1 una fleca, 1 una peixateria i 2 floristeries.
L'any 2000 a L'Isle-sur-Serein hi havia 6 explotacions agrícoles.

## Equipaments sanitaris i escolars
El 2009 hi havia 1 farmàcia i 1 ambulància.
El 2009 hi havia una escola elemental.

## Poblacions més properes
El següent diagrama mostra les poblacions més properes.